# Nothobranchius patrizii
Nothobranchius patrizii é uma espécie de peixe da família Aplocheilidae.
É endémica do Quénia.
Os seus habitats naturais são: marismas de água doce.